# KamAZ-53212
Der KamAZ-53212 (russisch КамАЗ-53212) ist ein Lastwagen aus der Produktion des KAMAZ-Werks in Nabereschnyje Tschelny. Das Fahrzeug war der zweite Standard-Lastwagen des Herstellers und wurde 22 Jahre lang, von 1980 bis 2002, in Serie gebaut. Vom Vorgänger KamAZ-5320 unterscheidet sich das Modell hauptsächlich durch eine gesteigerte Nutzlast und die damit verbundenen Umbauten.

## Fahrzeuggeschichte

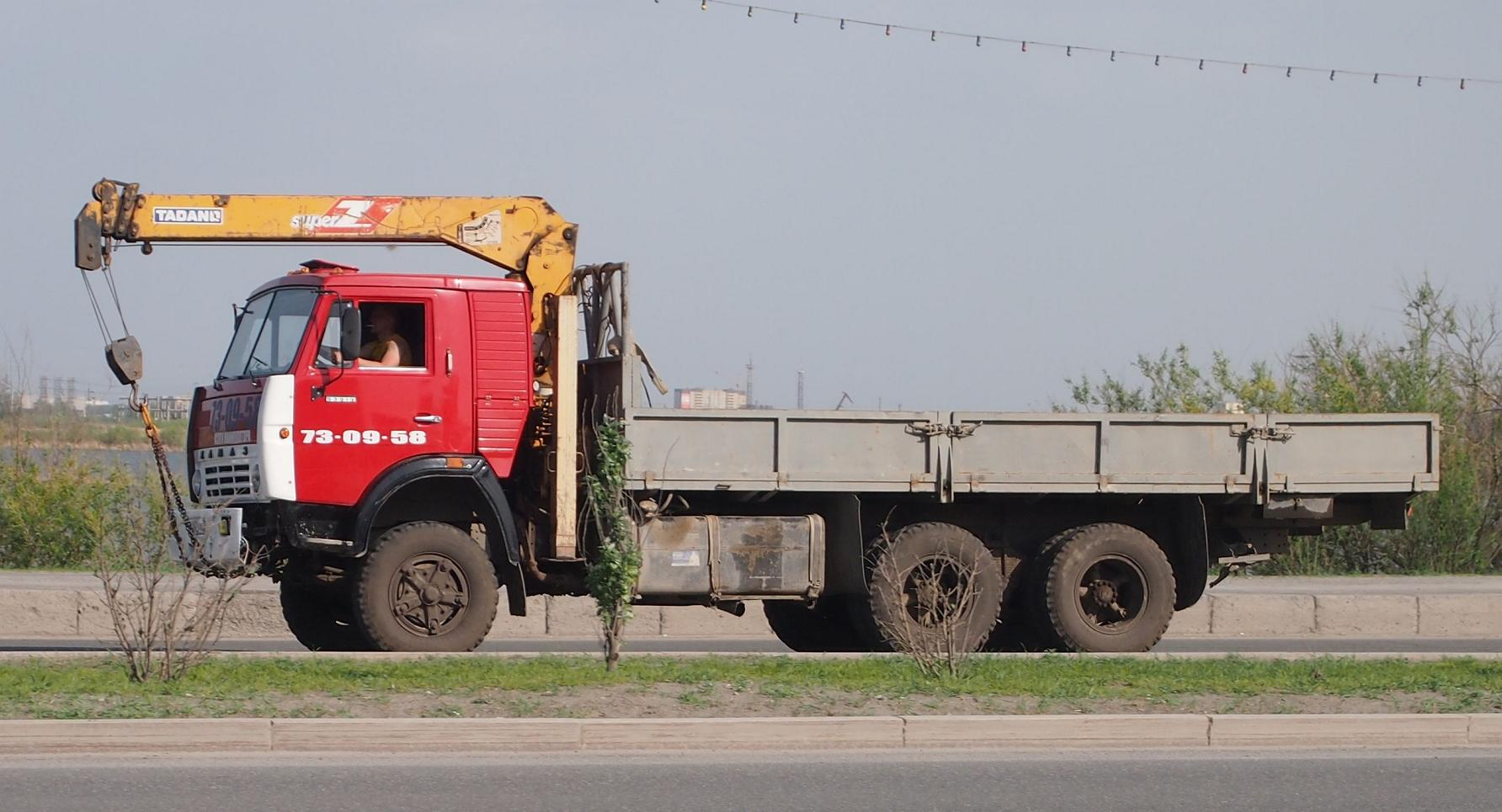
KamAZ-53212 mit Ladekran in Tjumen (2015)

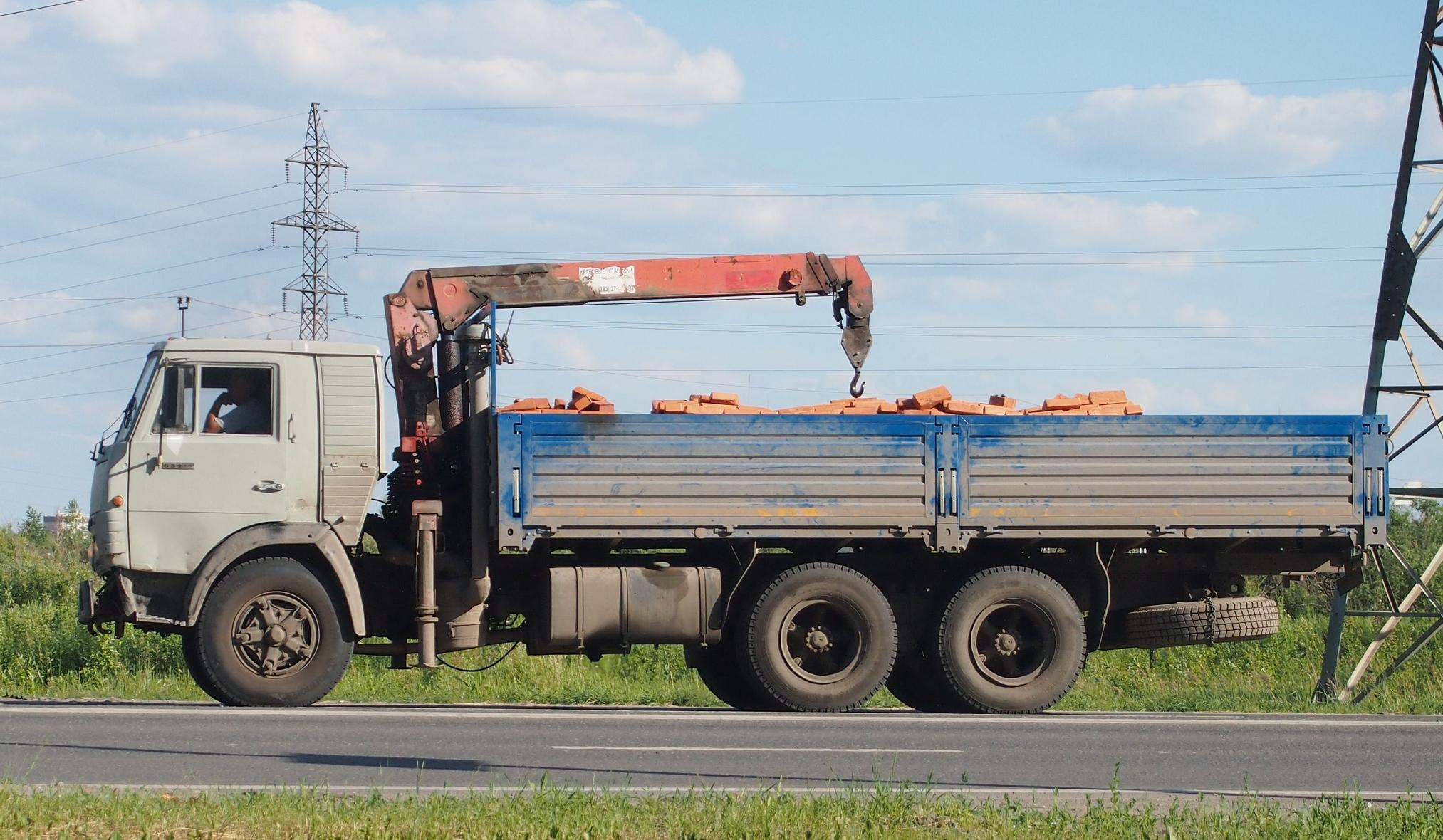
Ähnliches Fahrzeug am gleichen Ort (2014)

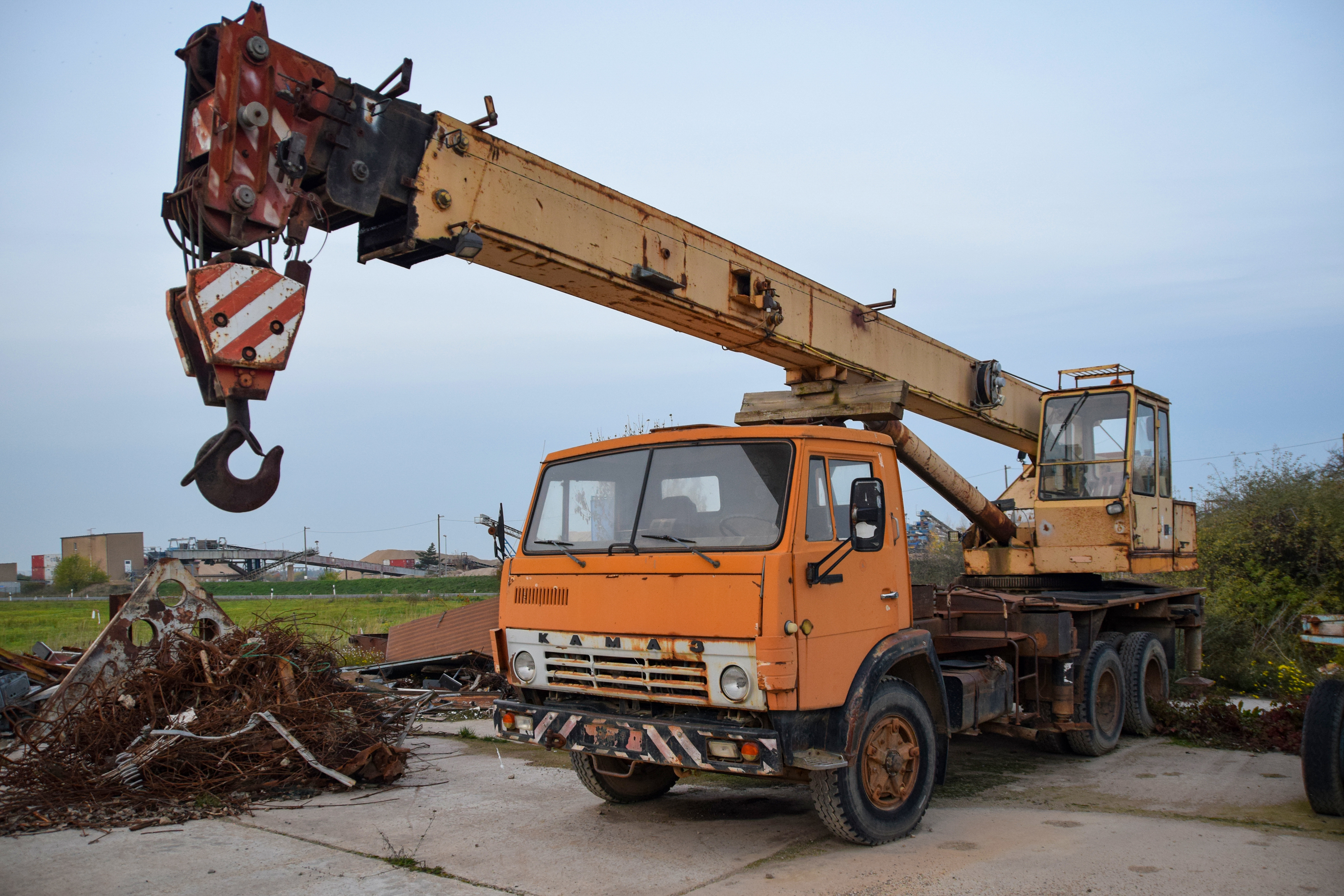
Ein KamAZ-53213 mit Kranaufbau in Brandenburg

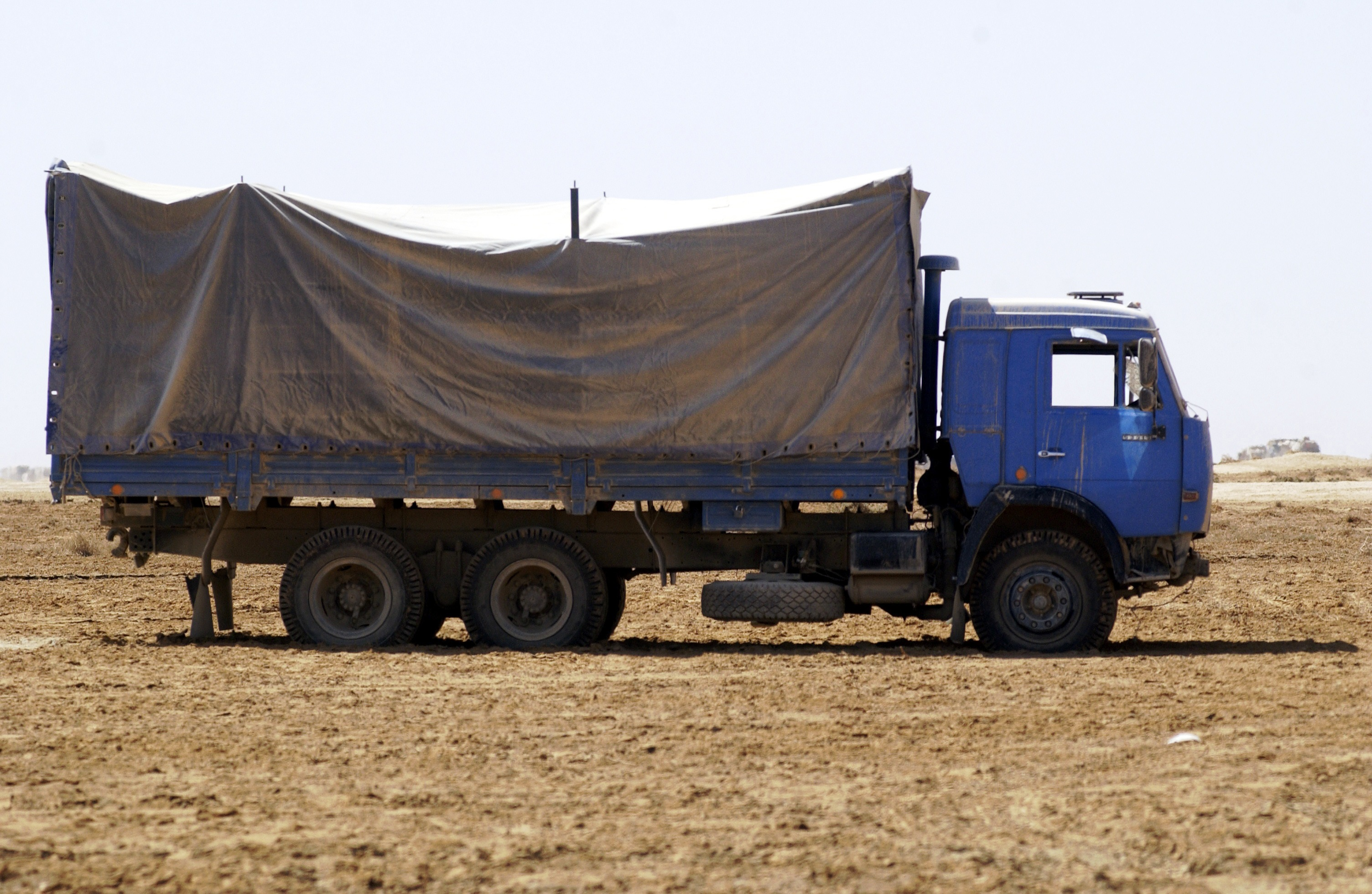
KamAZ-53212 im Irak (2003)

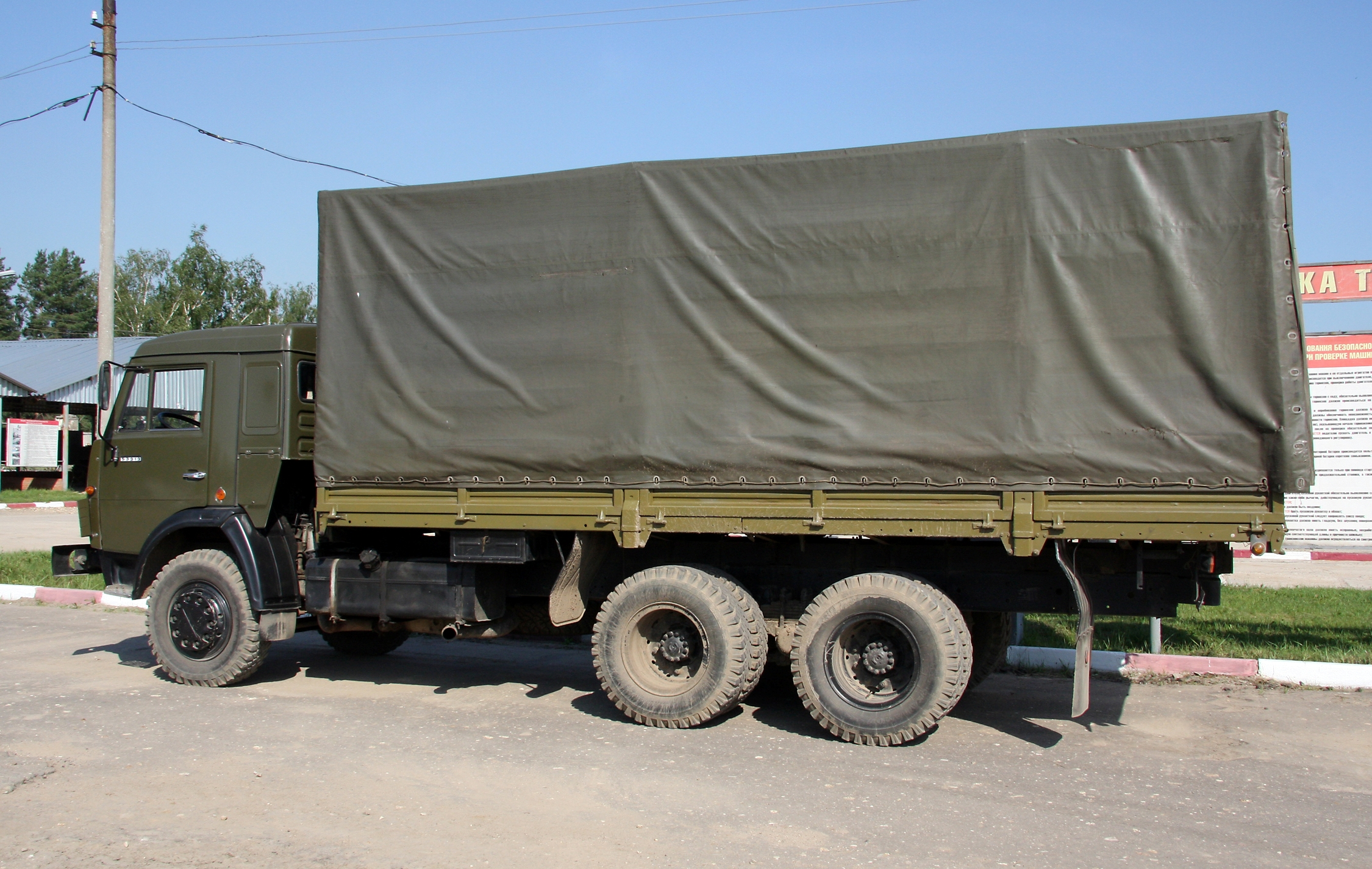
KamAZ-53212 im Dienst der russischen Armee (2011)

Planungen für einen Pritschenwagen mit zehn Tonnen Nutzlast begannen bei KAMAZ Ende der 1970er-Jahre. Funktionsfähige Prototypen wurden 1979 vorgestellt, die Serienfertigung begann 1980. Gegenüber dem Vorgänger KamAZ-5320 wurde der Rahmen verstärkt, ebenso Achsen und Kardanwellen. Dadurch konnte die Nutzlast um zwei Tonnen angehoben werden, auch die Anhängelast vergrößerte sich. Die Pritsche wurde verlängert, sodass nun eine Grundfläche von knapp 14 Quadratmetern zur Verfügung stand.
An Motor und Getriebe gab es keine Veränderungen. Erst später wurden auch Versionen mit einer Leistung von 260 PS (192 kW) gebaut, die durch Modifikation am bereits zuvor verwendeten Motor erreicht werden konnte.
Die DDR importierte zwischen 1982 und 1989 Fahrzeuge vom Typ KamAZ-53212, so wie sie bereits vom Vorgänger Exemplare gekauft hatte. Teilweise wurden Umrüstungen vorgenommen, um die Lastwagen für die Forstwirtschaft oder andere Spezialaufgaben tauglich zu machen.
Die Produktion endete 2002, wobei bereits seit 1995 mit dem KamAZ-53215 ein Nachfolger parallel gefertigt wurde. Auch dieser unterschied sich im Wesentlichen durch eine nochmals gesteigerte Nutzlast.

## Modellvarianten
Im Laufe der längeren Produktionszeit wurden verschiedene Fahrzeugvarianten gebaut. Die Liste erhebt keinen Anspruch auf Vollständigkeit.
- KamAZ-53212 – Grundversion, gebaut ab 1980.
- KamAZ-532121 – Modell für den Einsatz in besonders kalten Regionen.
- KamAZ-532126 – Exportausführung für gemäßigte Breiten.
- KamAZ-532127 – Fahrzeug für den Einsatz in den Tropen.
- KamAZ-53213 – Fahrgestell für Spezialaufbauten.
- KamAZ-532137 – Ebenfalls ein Fahrgestell für Spezialaufbauten, jedoch speziell für tropisches Klima ausgelegt.
- KamAZ-53218 – Modell mit umgebautem Motor für den Betrieb mit gasförmigen Kraftstoffen.
- KamAZ-53219 – Ebenfalls für den Betrieb mit gasförmigen Kraftstoffen, zusätzlich für Dieselkraftstoff geeignet.
- AZ-10 bzw. NefAZ-6606 – Tankwagen für Treibstoffe, 10.000 l Fassungsvermögen.
- AP-5(53213) – Feuerwehrfahrzeug mit Löschmitteltank und Löschkanone.
- KS-45719 – Mobilkran auf Basis des KamAZ-53213.
- KO-505 – Saugfahrzeug zur Abwasserbeseitigung.
- CL-10 – Fahrzeug mit Wechselaufbau von 1981.
- KamAZ-532116 – Exportversion für Länder mit Linksverkehr.

In der DDR wurden zusätzlich Fahrzeuge für den Holztransport in der Forstwirtschaft umgebaut.

## Technische Daten
Die hier aufgeführten Daten gelten für Fahrzeuge vom Typ KamAZ-53212. Über die lange Bauzeit hinweg und aufgrund verschiedener Modifikationen an den Fahrzeugen können einzelne Werte leicht schwanken.
- Motor: Viertakt-V8-Dieselmotor
- Motortyp: KamAZ-740
- Leistung: 210 PS (154 kW)
- maximales Drehmoment: 639 Nm
- Hubraum: 10.850 cm³
- Bohrung: 120 mm
- Hub: 120 mm
- Tankinhalt: 2 × 125 l
- Verbrauch: 24,4 l/100 km bei 60 km/h, 31,5 l/100 km bei 80 km/h
- Getriebe: manuelles Fünf-Gang-Schaltgetriebe, zweistufige Geländeuntersetzung
- Höchstgeschwindigkeit: 100 km/h
- maximal befahrbare Steigung: 30 %
- Antriebsformel: 6×4

Abmessungen und Gewichte
- Länge: 8530 mm
- Breite: 2500 mm
- Höhe: 3650 mm
- Radstand: 3690 + 1320 mm
- Spurweite vorne: 2010 mm
- Spurweite hinten: 1850 mm
- Bodenfreiheit: 280 mm
- Wendekreis: 19,6 m
- Leergewicht: 8000–8200 kg
- Zuladung: 10.000 kg
- zulässiges Gesamtgewicht: 18.225 kg
- zulässige Anhängelast: 14.000 kg
- zulässiges Gesamtgewicht Zug: 32.225 kg